# 白の闇

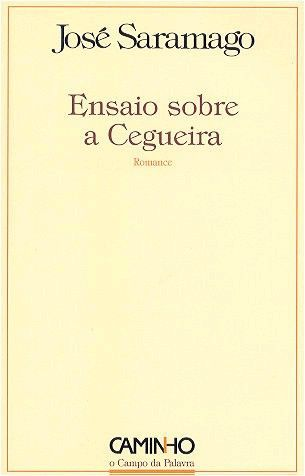

『白の闇』（しろのやみ）は、ジョゼ・サラマーゴの小説。1995年にポルトガル語（原題：Ensaio sobre a cegueira）で出版された。日本では2001年に日本放送出版協会より出版され、2008年には新装版が出版された。
2008年にフェルナンド・メイレレス監督によって『ブラインドネス』として映画化された。

## あらすじ
とある都市の住人ほぼ全員を失明させた原因不明の感染症。「医者の妻」、彼女の夫の医者と、その患者を含む数人の命運を中心に追いながら、感染爆発に伴う社会秩序の崩壊を描く。感染症の唐突な発生や原因が解明されない事への不安から大規模なパニックが生じ、政府の封じ込めや治安維持策は後手に回る。政府の対応が時を追う毎に抑圧的で稚拙になってゆく中で、最初の感染者達である「医者の妻」達は家族のように団結し、各々の知恵と何故か一人だけ失われなかった「医者の妻」の視力を頼りに生き残りを図る。

## 日本語訳
- 『白の闇』、雨沢泰訳、日本放送出版協会、2001年2月、ISBN 4140053623
  - 『白の闇』新装版、雨沢泰訳、日本放送出版協会、2008年5月、ISBN 9784140055434
  - 『白の闇』（河出文庫, サ6-1）、雨沢泰訳、河出書房新社、2020年3月、ISBN 9784309467115